# 尤金 (加利福尼亞州)
尤金（英語：Eugene）是位於美國加利福尼亞州斯坦尼斯洛斯縣的一個非建制地區。該地的面積和人口皆未知。

## 地理
尤金的座標為37°53′35″N 120°50′49″W / 37.89306°N 120.84694°W，而該地的平均海拔高度為130米（即426英尺）。